# Diphasiastrum
Diphasiastrum és un gènere de la família de les licopodiàcies. Està molt relacionat amb el gènere Lycopodium fins al punt que molts botànics no consideren aquesta segregació. El seu nom prové del grec Diphasium- que vol dir "dues classes" en clara referència als 2 tipus de microfil·les, més la terminació llatina –astrum, sufix que indica "semblant a".
Aquest gènere té una distribució subcosmopolita dins l'hemisferi nord i, al sud, apareix en muntanyes a Amèrica del Sud (arribant fins a la província de Jujuy a l'Argentina), Nova Guinea en l'oceà Pacífic, però sempre limitat a climes amb humitat alta durant tot de l'any o bé climes frescos, protegit per coberta de neu persistent a l'hivern.
Hi ha 16 espècies en total i nombrosos híbrids naturals dins aquest gènere. Molts dels híbrids són fèrtils, permetent la seva pervivència fins a esdevenir més freqüents, de vegades, que altres espècies naturals. Als Països Catalans hi ha una única espècie: Diphasiastrum alpinum